# Foni Tissen
Alphonse Tissen, més conegut com a Foni Tissen, (Rumelange, 3 de juny de 1909 - Ciutat de Luxemburg, 5 febrer de 1975) va ser un professor i artista luxemburguès recordat principalment per la seva pintura hiperrealista d'humor negre i dels autoretrats.

## Primers anys i educació
Tissen va néixer el 3 de juny de 1909 a Rumelange al sud de Luxemburg. Després de l'escola primària a Rumelange, va assistir al Liceu Poincaré de Nancy abans d'estudiar pintura i arquitectura a l'Escola de Belles Arts de París. Allà va conèixer l'escultor també luxemburguès Auguste Trémont que no només es va convertir en un assessor clau, sinó també en un amic proper per a la resta de la seva vida. El 1929, es va embarcar en un llarg viatge pel món en un vaixell de passatgers abans de continuar els seus estudis uns pocs anys després, a Múnic i Brussel·les.

## Carrera
El 1939, juntament amb altres artistes, va representar Luxemburg a la Fira Mundial de Nova York de 1939. De tornada a Luxemburg, on ell volia ser professor, va descobrir que els seus títols francesos no eren vàlids i va haver de presentar-se de nou a l'escola per aconseguir el títol abans que pogués ser nomenat. El setembre del 1942, després de participar en la vaga contra l'ocupació alemanya, va ser deportat juntament amb altres set professors al camp de concentració de Hinzert on les condicions inhumanes van exercir una profunda influència en la seva obra, amb una introspecció irònica.
Un cop va tornar a Luxemburg després de la guerra, va ser professor al Liceu de nois d'Esch-sur-Alzette on va impressionar profundament els seus estudiants. El seu art no es va limitar a la pintura sinó que es va estendre als mosaics, frescos, vidrieres i ceràmiques, convençut com estava que l'art en totes les seves formes podria contribuir a la consolidació social. Al seu taller, es van elaborar cartells, plaques, banderes, insígnies, medalles i segells, alguns encara en ús avui en dia. Es va convertir en un altaveu públic eficaç, i també en un membre actiu de diverses associacions d'art incloent Art Vivant a Differdange i Amitiés Françaises du Val de Kayl. Ha exposat al Museu Nacional de la Resistència.

## Obra artística
L'objectiu de Tissen era difondre l'art a tots els sectors de la societat per tal d'"elevar l'esperit de l'home", com ell deia. Mentre que els seus segells, els cartells i el logotip dels serveis d'emergència s'han convertit en part de la memòria col·lectiva de Luxemburg, la seva inclinació a la seva Rumelange nativa i la seva àrea natural es pot veure en els seus paisatges i gravats.
No obstant això, la part més típica de la seva obra és la sèrie de pintures que es va referir com el seu Maennerscher o petits homes, molts dels quals són autoretrats que constitueixen un sol home de la comèdia humana. Els símbols que utilitza guien l'espectador a les extenses tasques de la seva imaginació. Amb tot, la seva obra revela la recerca del que ell va anomenar "la veritat que és la bellesa i la sinceritat".
Quan va morir a la ciutat de Luxemburg, el 5 febrer 1975, Tissen va deixar una extensa col·lecció de pintures i altres elements artístics, la majoria dels quals es presenten en el llibre commemoratiu Retrospective Foni Tissen 100 Joer